# 丸尾聡

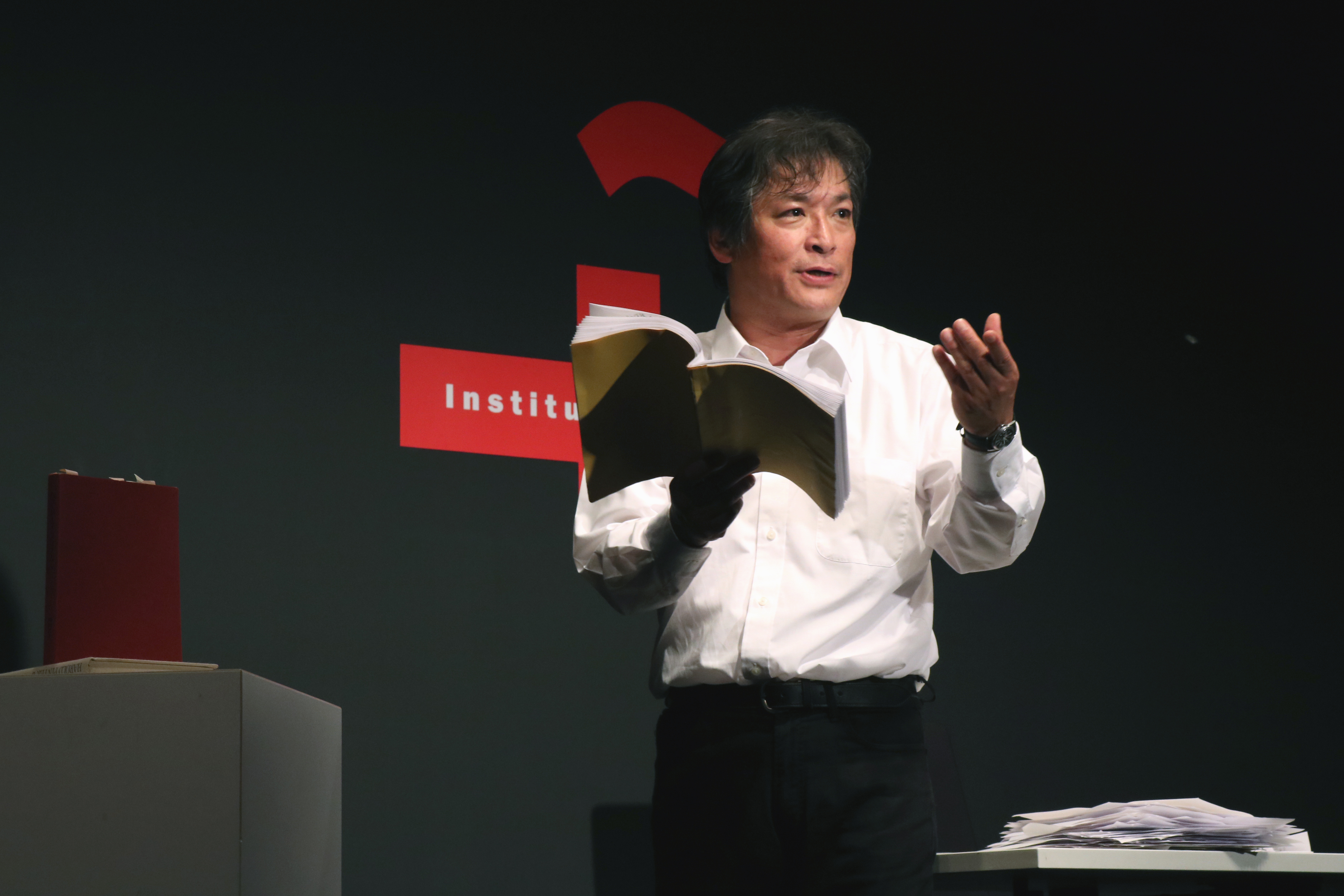

丸尾 聡（まるお さとし、1964年〈昭和39年〉1月23日 - ）は、日本の俳優、声優、劇作家、演出家、シナリオライター。

## 略歴・人物
長野県長野市生まれ。血液型B型。長野吉田高校を経て、玉川大学文学部芸術学科演劇専攻卒業。東京都狛江市在住。
世の中と演劇するオフィスプロジェクトMの活動を一時停止、現在は演劇ネットワーク＠丸尾代表。日本劇作家協会運営委員。日本演出者協会会員。川崎演劇協会幹事。非戦を選ぶ演劇人の会実行委員。コロナ禍においては、劇作家協会コロナ対策室室長、演劇緊急支援プロジェクト事務局として、文化芸術・演劇支援のために奔走。別役実追悼の信濃毎日新聞寄稿文が「ベストエッセイ2021」（日本文藝家協会編）に選ばれる。2022年2月より、オフィスプロジェクトMとして新たに活動を開始。「明日のハナコ」東京神奈川初の公演を実施。
2022年、インボイス制度を考える演劇人の会として同制度導入反対の主張を行った。

## 主な戯曲・脚本
- 『終着駅の向こうには…』（カモミール社）
- 『INAMURA走れ』 - 1995年（平成7年）日本劇作家協会新人戯曲賞最終選考
- 『飯綱おろし』（テアトロ掲載）
- 『海峡を越えた女』
- 『ファイル残置物処理班』
- 『離宮のタルト』（テアトロ掲載）
- 『逃げろツチノコ 山本素石伝』
- 『地蔵通り　メルヘン商店街』（かわさき演劇まつり他）
- 『三年寝太郎物語』（劇団ポプラ　全国公演）
- 『立入禁止区域のラーメン屋』
- 『kaigi』
- 『死刑執行人　〜山田浅右衛門とサンソン〜』（テアトロ掲載）
- 『ケーフェィ』
- 『注文の多い【どんぐりと山猫】と料理店 ～宮沢賢治の不思議な童話宇宙』（かわさき演劇まつり）
- 『新しい未来へ「宮沢賢治の世界」～星の彼方　大地の果てに～』（原作：宮沢賢治、構成・脚本：丸尾聡　水先案内人：高橋恵子）
- 『水はみどろの宮』（原作：石牟礼道子　構成：丸尾聡）

### オーディオドラマ（脚本・出演）
- 『小鳥の住処』
- 『カラフル』
- 『バッテリー』（あさのあつこ原作、NHK-FM「青春アドベンチャー」2004年放送[3]）
- 『穴(HOLES)』（ルイス・サッカー原作、NHK-FM「青春アドベンチャー」2005年放送[4]）
- 『精霊の守り人』（上橋菜穂子原作、守り人シリーズ、NHK-FM「青春アドベンチャー」2006年放送）
- 『闇の守り人』（守り人シリーズ、NHK-FM「青春アドベンチャー」2007年放送）
- 『残置物処理班』（NHK-FM、2008年3月8日放送、10月18日再放送） - アジア太平洋放送連合「ABU賞」ラジオドラマ部門最優秀賞[5][6]
- 『サバイバル』（さいとう・たかを原作漫画、NHK-FM「青春アドベンチャー」2011年放送[7]）
- 『オリガ・モリソヴナの反語法』（米原万里原作、NHK-FM、2016年[8]）
- 『ロボット・イン・ザ・ガーデン』（デボラ・インストール原作、NHK-FM、2017年[9]）
- 『羽州ぼろ鳶組』シリーズ（今村翔吾原作、NHK-FM、2018年[10]2019年　2020年　2021年　2022年　2023年　2024年）

## 主な出演舞台
- 『沈黙の街角』（大三帝国）
- 『冒険王』（岡部企画）
- 『真田風雲録』（岡部企画）真田幸村役
- 『がんばろう』（岡部企画）
- 『バードマン』（燐光群）
- 『クレイジーフルーツ』（東京ギンガ堂）
- 『人情食道さくら』（桃唄309）
- 『キャバレー』（プロジェクトM）
- 『居酒屋物語〜ヨシダさんがイッタ』（プロジェクトM）
- 『パパは死刑囚』（劇団チャリT企画）
- 『それは秘密です。』（劇団チャリT企画）
- 『女の一生』森本薫の初稿版完全上演　（ドナルカパッカーン ）
- 『野獣降臨』（ドナルカパッカーン ）
- 『へたくそな字たち』（TOKYOハンバーグ）
- 『プラヌラ』（演劇プロデュースユニットMoratorium Pants）
- 『しゃぼん玉の欠片を眺めて』（TOKYOハンバーグ）
- 『山姥の息子』（水中散歩）
- 『ロッカールームに眠る僕の知らない戦争』（オフィス・インベーダー）[11]